# Varano de' Melegari
Varano de' Melegari är en ort och kommun i provinsen Parma i regionen Emilia-Romagna i Italien. Kommunen hade 2 625 invånare (2018).